# Acalypha dikuluwensis
Acalypha dikuluwensis a fost o plantă cu flori tropicale din genul Acalypha⁠(en)[traduceți], aparținând familiei Euphorbiaceae. Lista roșie a IUCN a speciilor amenințate a declarat planta dispărută în 2012. Acalypha dikuluwensis a fost endemică pentru solurile bogate în cupru din provincia Katanga din estul Republicii Democratice Congo, și a fost găsită doar în jurul localității Dikuluwe, unde solurile sunt derivate din rocile   cambriene ale supergrupului Katanga⁠(en)[traduceți]. A fost limitată la savana stepică în aflorimentele de cupru, care au fost distruse de mineritul de suprafață⁠(en)[traduceți]. Nu s-au mai găsit specimene după 1959.

## Legături externe
- en Acalypha dikuluwensis in Global Plants